# Aktion Erntefest
Aktion Erntefest war die Tarnbezeichnung der Nationalsozialisten für den koordinierten Massenmord Anfang November 1943 an mehr als 43.000 Juden, die überwiegend aus drei verbliebenen großen Arbeitslagern im Generalgouvernement Polen stammten: dem Zwangsarbeitslager Trawniki, dem Lager Poniatowa und dem KZ Majdanek. Lediglich die Zwangsarbeiter in kleinen Rüstungsbetrieben unter Regie der Wehrmacht wie in Budzyń bei Krasnik blieben dabei verschont.

## Historische Einordnung
Heinrich Himmler hatte im Januar 1943 darauf gedrungen, die bereits im Oktober 1942 angeordnete Verlagerung der größten Rüstungsbetriebe aus dem Warschauer Ghetto umzusetzen. Im März 1943 war die Ostindustrie (OSTI) vom Leiter des SS-Wirtschafts- und Verwaltungshauptamtes (WVHA) gegründet worden, um im Generalgouvernement bestehende Privatbetriebe als SS-Rüstungsbetriebe zu übernehmen und gewinnbringend zu betreiben. Die Produktion der ins SS-Ausbildungs- und Arbeitslager Trawniki verlegten Firma Schultz & Co. sowie der im Zwangsarbeitslager Poniatowa tätigen Firma Többens war bereits im Mai 1943 wieder angelaufen. Dennoch wurden Anfang November 1943 fast alle jüdischen Zwangsarbeiter umgebracht.
Sara Berger erwähnt, dass Himmler „wenige Tage nach dem Aufstand in Sobibor“ den Befehl gab, die Lager „aus Sicherheitsgründen zu liquidieren“. Andrej Angrick deutet das Massaker als „wütende Reaktion Himmlers auf den Aufstand in Sobibor“. Helge Grabitz und Wolfgang Scheffler stellen zusammenfassend fest, die Gründe hätten sich im Laufe des Jahres kumuliert, der „eigentliche Anlass“ dürfe jedoch der Aufstand in Sobibor gewesen sein. Lehnstaedt schreibt, dass die Aufstände in Treblinka und Sobibor wie auch in den Ghettos von Warschau und im Ghetto Bialystok eine „scheinbare Bedrohung“ waren und die scheinbare „Notwendigkeit“ der Tötung der verbliebenen Juden suggeriert habe.
Lehnstaedt sieht die Aktion Erntefest nicht als einen Teil der Aktion Reinhardt an; es handele sich vielmehr um eine eigenständige Maßnahme, die nach deren Ende stattfand: Das Personal der Vernichtungslager war zum Teil mit Odilo Globocnik  versetzt worden und hätte auch zahlenmäßig nicht ausgereicht. Andrej Angrick weist darauf hin, die Aktion Erntefest sei der „Auftakt“ zur Aktion 1005, die sich nahtlos daran anschloss.

## Durchführung
Den Befehl zur Liquidierung der Zwangsarbeiter erteilte der Höhere SS- und Polizeiführer Ost (HSSPF) Friedrich-Wilhelm Krüger; er beauftragte damit den SS- und Polizeiführer Jakob Sporrenberg. Bereits Ende Oktober 1943 mussten Häftlinge in Majdanek, Trawniki und Poniatowa „Splitterschutzgräben“ ausheben, angeblich zu Luftschutzzwecken. Sporrenberg bereitete die Mordaktion mit Vertretern der Ordnungspolizei sowie SS-Obersturmbannführer Karl Pütz vor, seinerzeit Kommandeur der Sicherheitspolizei und des SD in Lublin. Neben der 5. SS-Panzer-Division „Wiking“ wurden die Polizei-Bataillone  41 und  67, das III. Bataillon des Polizeiregimentes 25, das I. motorisierte Gendarmeriebataillon, die Polizei-Reiterabteilung III und die eigene Polizei-Reiterschwadron Lublin zusammengezogen. Insgesamt kamen 3000 deutsche Polizeikräfte zusammen.
Sämtliche Lager in Lublin und die in Poniatowa, Trawniki und Dorohucza wurden am frühen Morgen des 3. November umstellt. In Trawniki begannen die Erschießungen um fünf Uhr früh. Rund 7000 Zwangsarbeiter – die meisten hatten bei Schultz & Co. Kleidung für die Wehrmacht angefertigt – mussten gruppenweise zu den vorbereiteten Gruben marschieren, sich entkleiden und mit dem Gesicht nach unten in die Gruben legen; die Polizisten exekutierten sie mit Genickschüssen. Musik aus aufgestellten Lautsprechern sollten die Schüsse übertönen. In Majdanek lief das Vorgehen ähnlich ab. Dort trafen nach und nach 6000 Lagerinsassen der umliegenden Arbeitslager ein, die die SS dann mit den jüdischen Häftlingen des Konzentrationslagers erschoss. Nur wenige Hundert Juden verblieben noch in den Lagern. Insgesamt wurden dort am 3. November mehr als 17000 Juden ermordet.
Die „Aktion Erntefest“ dauerte im Distrikt Lublin noch weitere drei Tage an. Am 4. November 1943 wurden in Poniatowa 15000 Rüstungsarbeiter der aus dem Warschauer Ghetto verlegten Firma Többens erschossen. Dort kam es in einer Baracke zum Widerstand. Die SS verriegelte die Türen, legte Feuer und ermordete so die Eingeschlossenen. Weitere 4000 Juden aus kleineren Lagern wurden in diesen Tagen ebenfalls erschossen, so ermordete die Polizei am 3. November die Häftlinge des großen Zwangsarbeitslagers Szebnie im Distrikt Krakau. Nur an Orten wie zum Beispiel Budzyn, wo die Rüstungsarbeiter unmittelbar der Wehrmacht unterstanden, blieben die Zwangsarbeiter noch verschont.
Anschließend musste eine Gruppe von 120 Arbeitern, die in Piontawa zu diesem Zweck verschont worden waren, die Ermordeten verbrennen. Danach wurden auch sie ermordet und ihre Leichen beseitigt.

## Strafverfahren
Der ranghöchste SS-Verantwortliche am Ort und Organisator des Massakers, Generalleutnant der Polizei Jakob Sporrenberg, wurde 1950 aufgrund der Planungen und Beteiligung an der Aktion Erntefest durch ein polnisches Gericht zum Tode verurteilt und am 6. Dezember 1952 in Warschau hingerichtet.
Am 20. Oktober 2017 teilte die Staatsanwaltschaft Frankfurt am Main mit, sie habe Anklage gegen einen zu diesem Zeitpunkt 96-jährigen ehemaligen Angehörigen der 5. Kompanie des SS-Totenkopfsturmbannes wegen Beihilfe zum Mord erhoben. Am 20. Dezember 2018 stellte das Landgericht Frankfurt das Verfahren ein, weil der Angeklagte dauerhaft verhandlungsunfähig sei. Der Mann sei nicht mehr in der Lage, der Hauptverhandlung angemessen zu folgen.